# ロールス・ロイス RB211
ロールス・ロイス RB211は、ロールス・ロイスが生産する推力37,400から60,600重量ポンド（166から270KN）の高バイパスターボファンエンジンである。原型は1972年に運航を開始したロッキード L-1011 トライスター向けに開発され、当初は同機のみに使用された。開発段階で、採用した複合材製のファンブレードHyfilがバードストライク試験に合格できず、やり直しの必要が生じたことによる開発費高騰のためロールス・ロイス・リミテッドは破産し、救済のためイギリス政府が国有化するに至った。このRB211は世界で初めて実用化された3軸式ターボファンエンジンで、国際民間航空機用エンジン市場で低シェアに留まっていたロールス・ロイスを主要エンジンメーカーに成長させる原動力となった。
派生型がボーイング747やボーイング757、ボーイング767やロシアのツポレフ Tu-204に搭載された他、発電用にも使用されている。
RB211は、1990年代に後継機種であるトレントファミリーに置き換わった。

## 歴史

### 背景

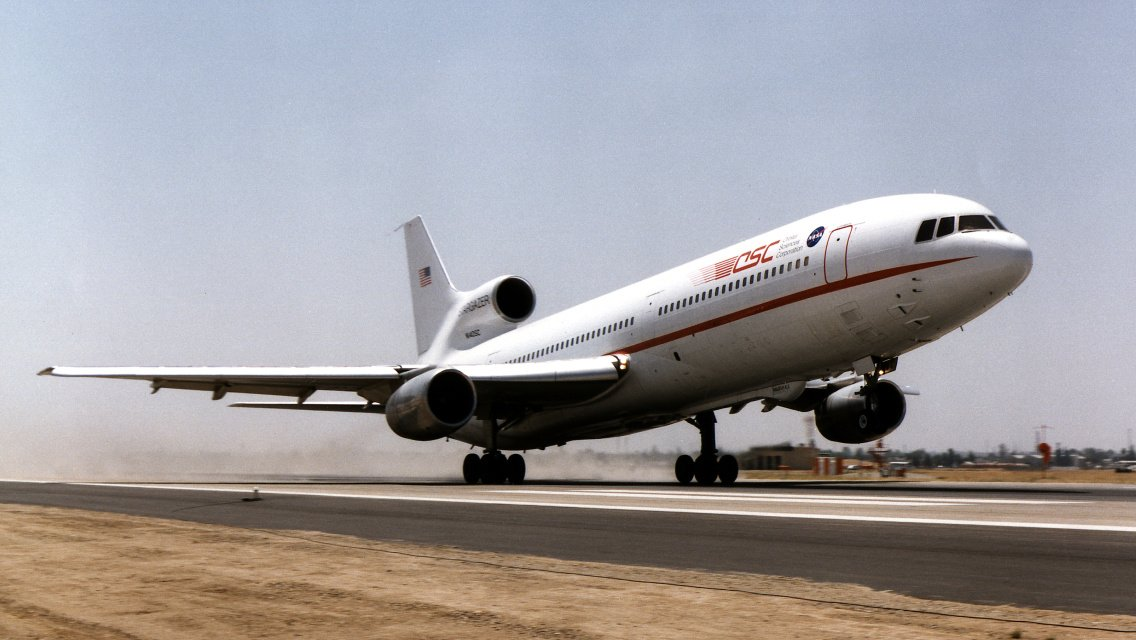
RB211-22を搭載するロッキード L-1011型機

1966年、アメリカン航空は座席あたりの費用が低コストな新型短・中距離旅客機を導入する予定があることを発表した。アメリカン航空は双発機を探していたが、航空機メーカーにとって新型旅客機の開発を正当化するためにはさらにもう一社同型機の導入を計画する航空会社が必要だった。イースタン航空も同様に興味を示したが、洋上を飛行する路線のために航続距離の長い機体を必要としていた。当時、この用途には冗長性を持たせるために三発機が必要だった。他の航空会社も三発機に賛同した。ロッキードとダグラスはこの要望に応えるべく、それぞれ、L-1011とDC-10を開発案として示した。両方とも約300人乗りのワイドボディー、2通路の大陸間横断飛行可能な長航続距離の三発機という類似した機体案であった。
両機の案とも新型エンジンが必要であった。予定されたエンジンは、当時開発が進みつつあった燃費が良く、騒音の少ないターボファンエンジンだった。ロールス・ロイスは当時、推力45,000 lbf (200 kN)級の3軸式高バイパスターボファンエンジンRB178をホーカー・シドレー トライデントのエンジン換装用に開発中だった。これは後にエアバスA300向けに推力47,500 lbf (211 kN)を発揮するRB207の開発に発展したが、RB211計画を進めるために中止となった。
一方、ロールス・ロイスは同様に高効率の3軸式ターボファンエンジンの開発を行っていた。
この構成は同軸のタービンが低圧・中圧・高圧の3つあり、それぞれが異なる回転数で圧縮機を駆動する。従来の2軸式に比べて構造が複雑になるため製造・整備が複雑にはなるものの、各段の圧縮機の回転数が最適化されるため全長が短縮できコンパクトに収まり、剛性も高めることができる。当時、複数の設計案が開発中でRB203と呼ばれるロールス・ロイス スペイの換装を目的とした推力10,000 lbf (44 kN)の設計案もあった。

### 設計の完了
1967年6月23日、ロールス・ロイスはロッキードL-1011に対してRB211-06を提案した。新エンジンは推力が33,260lbf（147,900N）で、当時開発中だったRB207の高バイパス設計とRB203の3軸設計を組み合わせたものであった。ファンブレードの素材にはロイヤル・エアクラフト・エスタブリッシュメントが開発した全く新しい技術である炭素繊維製のHyfilを採用した。これは鋼製ファンブレードよりも大幅に軽量化できるため、RB211は当時競合するどのエンジンよりも推力重量比に優れることが期待された。エンジンにこういった新機軸を盛り込むには時間を要するであろうことは予想しつつも、ロールス・ロイスはRB211を1971年に運航開始する事を了承した。
ロッキードは新型エンジンによってライバルである類似のDC-10に対して明確な優位に立てると考えていた。しかし、ダグラスも同様にロールス・ロイスにDC-10へ搭載するエンジンの仕様提示を求めており、1967年10月にロールス・ロイスは推力35,400 lbf (157 kN)のRB211-10を提案した。機体メーカーであるロッキードとダグラス、エンジンメーカーであるロールス・ロイス、ゼネラル・エレクトリックおよびプラット・アンド・ホイットニーの間と同様に、主要なアメリカの航空会社の間でも激しい交渉が続いた。
この交渉を通じて、エンジン価格は値下げされる一方で、要求推力はどんどん上昇していった。1968年初頭にロールス・ロイスは推力40,600 lbf (181 kN)のRB211-18を提案した。最終的に1968年3月29日にロッキードは94機のトライスターを受注し、ロールス・ロイスにRB211-22 エンジンを150基発注したと発表した。

### RB211-22 シリーズ

#### 開発と試験
RB211は大推力の3軸式という複雑さのため、開発および試験に長期間を要した。1969年秋の時点で、ロールス・ロイスは当初予定していた性能がなかなか保証できずに苦心していた。当初見込みよりもエンジンは重くなり、推力も不十分で、燃料消費量も大幅に超過していた。この状況は1970年5月に新開発の複合材製ファンブレードHyfilが最終かつ最重要であるバードストライク試験に合格できなかったことでさらに悪化した。ロールス・ロイスは新機軸であるHyfilの開発が難航したときの保険としてチタン製ファンブレードを並行して開発していたが、これは開発費が余計にかかる上、採用するとさらにエンジン重量が増加する事をも意味していた。チタン製ファンブレードの成型工程においてチタン特有の技術的な問題が見つかったことでさらに開発費はさらに高騰した。
1970年9月、ロールス・ロイスはイギリス政府にRB211の開発費が当初見込みの1億7,030万ポンドから2倍近くに増え、さらにエンジンの推定生産費用はエンジン売価230,375ポンドを上回ることを報告している。計画は危機的な状況に陥り、ロッキードに対する開発遅延の違約金支払いも生じたことから経営状況は急速に悪化していった。

#### 破産と余波
1971年1月、遂にロールス・ロイスは債務超過に陥り、1971年2月4日、管財人の管理下におかれた。
これによりL-1011 トライスター計画は深刻な危機に陥った。
RB211の開発はイギリスの国家戦略において極めて重要であったことから、これを完遂するために保守党のエドワード・ヒース政権はロールス・ロイスの国有化を決定した。
ロッキードも民間航空機部門では低シェアに留まり、経営体質も脆弱だったため、ロッキードはL-1011計画を完了するための融資を受けるにあたって、銀行からアメリカ政府による債務保証を求められる状態だった。一部の反対にもかかわらず、アメリカ政府は債務保証を提供した。1971年5月、"ロールス・ロイス(1971)リミテッド"と呼ばれる新会社は管財人からロールス・ロイスの資産を買収し、まもなくロッキードと新たな契約を締結した。新契約では納入遅延の違約金を帳消しとすることが定められ、エンジン単体の価格も110,000ポンド値上げされた。
会社を救うために任命された新会長ケネス・キースは既に退職していたスタンリー・フッカーをロールス・ロイスへ呼び戻した。
フッカーはRB211-22の問題を解決するために、技術監督として退職者で構成されたチームを率いた。エンジンは当初予定より1年遅れの1972年4月14日に最終的な認証を取得し、トライスターは1972年4月26日にイースタン航空で運航を開始した。この功績によりフッカーには1974年、ナイトが授与された。
これら一連の出来事によるRB211の開発遅延は、L-1011の就航遅れに繋がった。ロッキードはライバルのDC-10に先を越されてしまったため、L-1011の販売も不振に終わってしまう。
RB211の信頼性は、エンジンの性能要件を満足する事に開発の重点が置かれていたこともあって、運用初期には期待されたたほど良くなかった。初期に納入されたRB211-22は、後の-22Bよりも定格が下げられていた。しかし、運航開始から数年間の改良計画でかなり問題が改善され、それ以降は信頼性の高いエンジンとして成熟している。

### RB211-524 シリーズ
L-1011向けに開発したものの、L-1011の販売が低調であったために他機種への採用を目指してRB211の推力を増強する再設計を行った。フッカはファンと中圧圧縮機を再設計して推力を50,000 lbf (220 kN)に増強した。新しいエンジンはRB211-524という型名が与えられ、新しいL-1011の派生機種と同様にボーイング747に搭載される事が期待された。
1960年代、ロールス・ロイスはボーイング社にRB211を売り込んだが、成功しなかった。しかし、-524は性能が向上しており燃費も良く、ボーイング社が当初747のエンジンとして選定したプラット・アンド・ホイットニー社のJT9Dに充分対抗でき、747の航続距離を伸ばせる事から、1973年にはRB211-524を747-200の選択肢に加える合意が結ばれた。ブリティッシュ・エアウェイズはこの組み合わせを発注し、1977年から就航させた。これに自信を得たロールス・ロイスは-524の開発を継続し、-524Cでは推力を51,500 lbf (229 kN)まで増強し、さらに1981年に認証を取得した-524Dでは53,000 lbf (240 kN)まで増強した。
カンタス航空、キャセイパシフィック航空、カーゴルックス航空、南アフリカ航空が採用した。ボーイングがより大型の747-400を計画した時には更に推力が必要でロールス・ロイスは推力58,000 lbf (260 kN)の-524Gや、初のFADEC搭載機種である推力60,600 lbf (270 kN)の-524Hを開発して応じた。-524Hは同様にボーイング767のエンジンの第3の選択肢として提案され、1990年2月からブリティッシュ・エアウェイズで就航を開始した。
ロールス・ロイスでは後継のトレントエンジンの開発を進めていたが、その中でトレント700で強化された高圧圧縮機が-524Gと-524Hに適用可能であることを見いだした。トレント700の高圧圧縮機を適用した派生機種はそれぞれ-524G-Tと-524H-Tと呼ばれ、軽量で燃費が向上し排出物も低減された。既存の-524G/H エンジンを強化された-T仕様に改良することもでき、複数の航空会社が実施している。
-524は開発当時よりもますます信頼性が向上し、767に搭載される-524Hは1993年に180分間のETOPSの認定を取得した。

### RB211-535 シリーズ

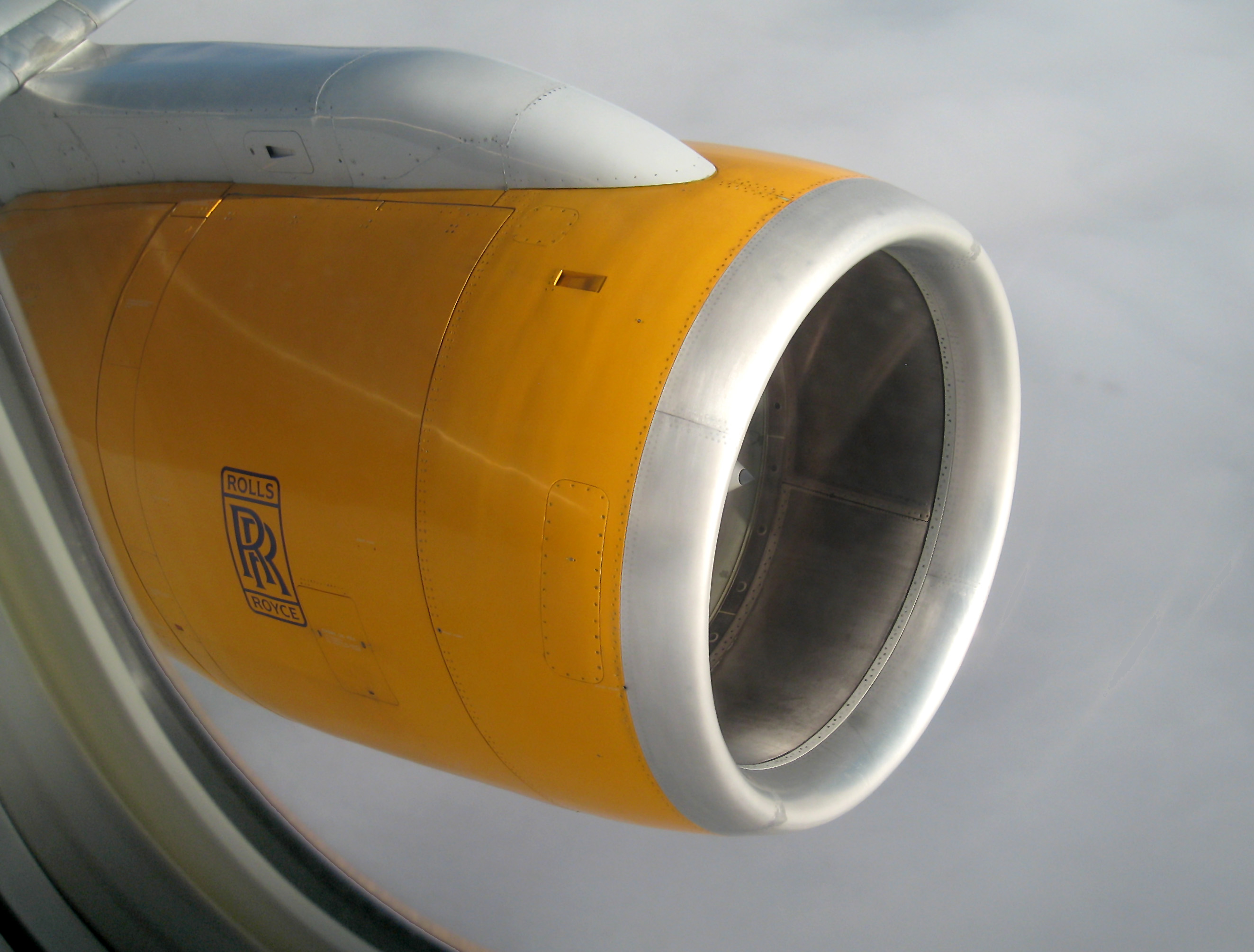
アイスランド航空のボーイング757-300に搭載された RB211-535E4B

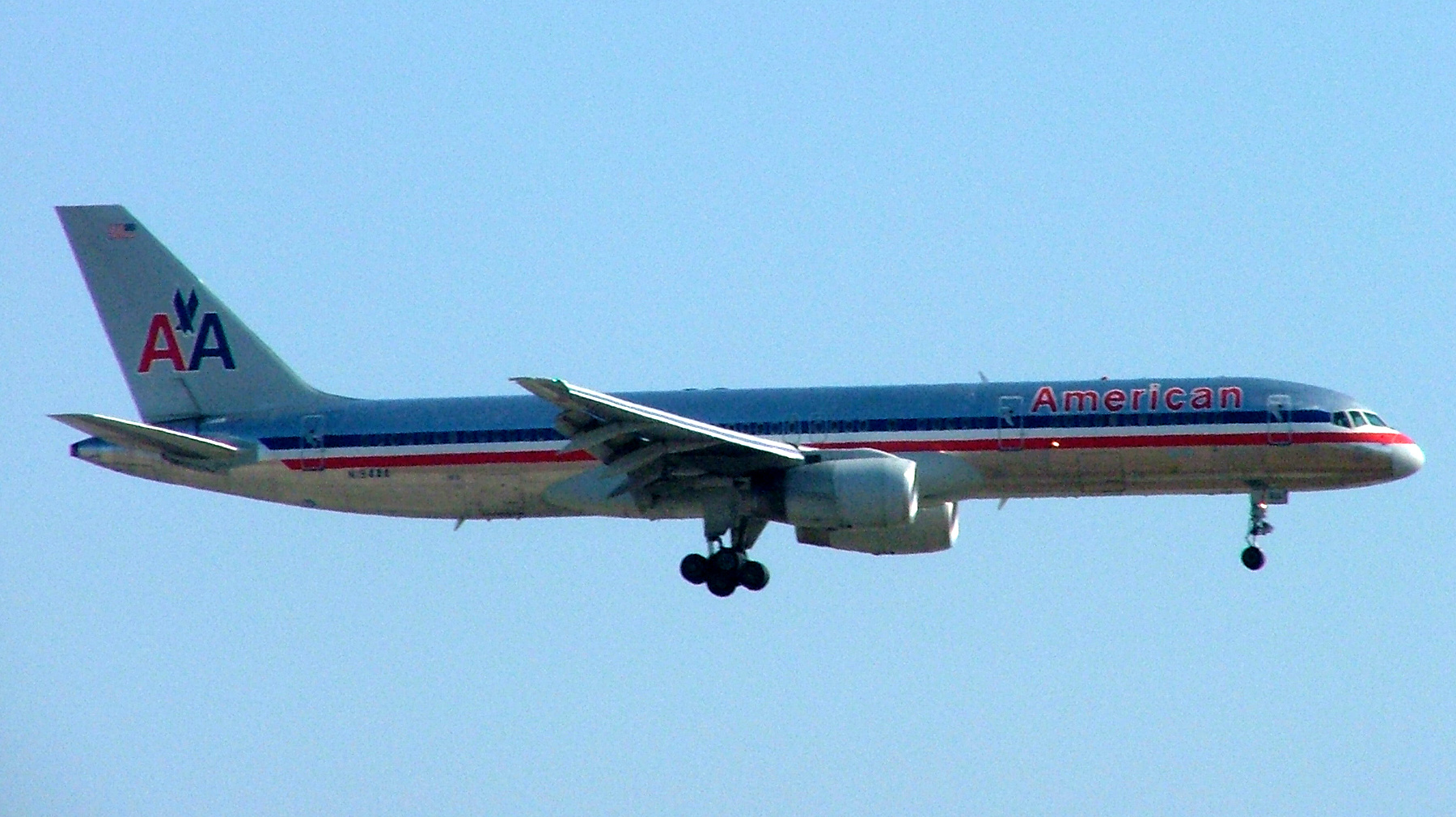
アメリカン航空のボーイング757

当初ボーイング757向けに開発された。現在ではロシア製のツポレフTu-204などにも使用されている。
1970年代半ば、ボーイングは大成功を収めた727を代替する双発機の開発を模索していた。この機体は150-200席級で、ロールス・ロイスは必要な推力37,400 lbf (166 kN)を生み出すためにRB211のファン直径を縮小し、中圧圧縮機の1段目を削除した新たな派生機種RB211-535を開発した。1978年8月31日、イースタン航空とブリティッシュ・エアウェイズは-535を搭載したボーイング757の発注を発表した。1983年1月から就航したRB211-535Cは、ロールス・ロイスの供給するエンジンが初めてボーイング製航空機に搭載された事例となった。
しかし、1978年にプラット・アンド・ホイットニーはPW2000の開発を始め、その派生機種のPW2037は-535Cよりも燃費が8%優れていると主張した。ボーイングはロールス・ロイスに対して757向けにより競争力のあるエンジンを供給するよう迫り、これを受けてより先進的な-524の高圧部を基にした推力40,100 lbf (178 kN)のRB211-535E4が1984年10月から就航した。PW2037ほど高効率ではなかったが、信頼性が高く静かなエンジンとなった。初めて幅広ファンを搭載したことで高効率・低騒音化され、バードストライクなどの異物への耐性も高まった。このため、-535Cが搭載された機体の生産は少数に留まり、大半の機体は-535Eが搭載された。
恐らく-535Eにおいて最も重要な発注は、低騒音が発注の決め手となった1988年5月のアメリカン航空による757 50機の発注である。これは、トライスター以来、ロールス・ロイスがアメリカの航空会社から受けた初めての重要な発注で、その後の757の販売において-535E4搭載機が主流になるきっかけでもあった。
エア・インターナショナルの報告によれば、アメリカン航空が757のエンジンとして-535E4を選定した事を発表した際にはロールス・ロイスとボーイングの双方が歓迎したという。
757の認証取得後、-535E4はロシアのツポレフTu-204に提案され、1992年から就航した。これは、ロシア製旅客機に西側のエンジンが供給された初の事例となった。また、ボーイングはB-52H爆撃機のTF33 8基を-535E4 4基で換装する提案を行ったが、最終的にはF130 8基で換装されることとなった。1990年代末にはトレントのために開発された技術を導入することでさらなる改良が図られ、エンジンの排出物性能を向上した。
-535E4は非常に信頼性の高いエンジンで、1990年に-535E4搭載の757がETOPS-180の認定を取得した。

### 産業用 RB211
ロールス・ロイスが-22の開発当時、発電用に簡単に実現できると予想され、1974年に産業用RB211の計画が提案された。-524が完成するとまもなく強化された産業用RB211はRB211-24として指定された。発電機は数年がかりで開発され、現在でも25.2-32MWの規模の機種が販売されている。大半は外洋の石油やガスの掘削リグやガス製造業などで使用される。
産業用であるRB211-GzeroはRT-56とRT-62出力タービンを使用する既存の産業用RB211-Cと産業用RB211-G ガス発生装置の運転温度を上げることで10%定格値を向上する。更新は定期的な分解整備時に既存の設備に最小限の改修により、実現可能で費用対効果に優れる。中間圧縮機の翼の交換と出力タービンの整流翼を交換する事でもたらされる。

### 船舶用 WR-21
先進的な25MW級のWR-21は、中間冷却器（ICR）を備えた船舶用のガスタービンである。

## 仕様
3つのシリーズに分類される。

### RB211-22 シリーズ
- 3軸式 バイパス比 5.0
- 単段 幅広ファン
- 7段 中圧圧縮機
- 6段 高圧圧縮機

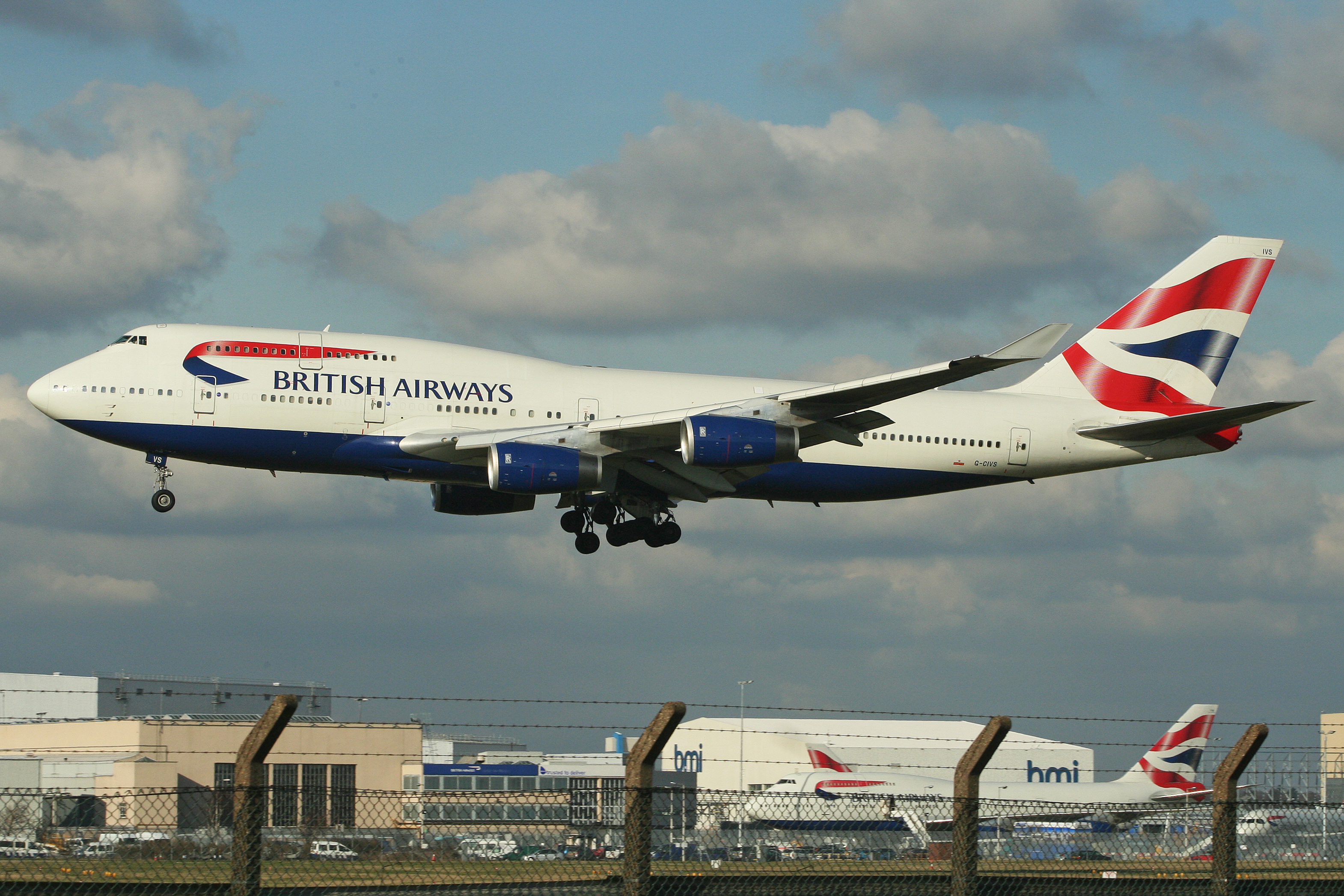
RB211-524Gを搭載したボーイング747-400（ブリティッシュ・エアウェイズ）

- シングル式アンニュラー式燃焼器 18機の燃焼装置
- 単段 高圧タービン
- 単段 中圧タービン
- 3段 低圧タービン

### RB211-524 シリーズ
- 3軸式 バイパス比 4.3-4.1
- 単段 幅広ファン
- 7段 中圧圧縮機
- 6段 高圧圧縮機
- シングル式アンニュラー式燃焼器 18機の燃焼装置（G/H-T用は24機）
- 単段 高圧タービン
- 単段 中圧タービン
- 3段 低圧タービン

### RB211-535 シリーズ
- 3軸式 バイパス比 4.3-4.4
- 単段 幅広ファン
- 6段 中圧圧縮機
- 6段 高圧圧縮機
- シングル式アンニュラー式燃焼器 18機の燃焼装置（E4用の後期型は24機）
- 単段 高圧タービン
- 単段 中圧タービン
- 3段 低圧タービン

中圧圧縮機の段を減らした特徴と同様に-535E4はスナバーを備えない幅広のファンブレードを備えた最初のエンジンでもあり、ファンの効率が高められている。同様によりチタン製の高圧圧縮機や炭素系複合材をエンジンナセルに採用するなど、先進的な材料を採用する事も特徴である。後期型のエンジンでは強化型の-524に（FADECなど）いくつかの機能が取り入れられた。

### 一覧
| RB211 エンジンファミリー: 明細 | RB211 エンジンファミリー: 明細 | RB211 エンジンファミリー: 明細 | RB211 エンジンファミリー: 明細 | RB211 エンジンファミリー: 明細 | RB211 エンジンファミリー: 明細 | RB211 エンジンファミリー: 明細                            |
| 形式                           | 静止推力（lbf/kN）             | 基本重量（lb/kg）              | 全長（in/cm）                  | ファン直径（in/m）             | 運用開始年                     | 搭載機                                                    |
| ------------------------------ | ------------------------------ | ------------------------------ | ------------------------------ | ------------------------------ | ------------------------------ | --------------------------------------------------------- |
| RB211-22B                      | 42,000 lbf (190 kN)            | 9,195 lb (4,171 kg)            | 119.4 in (303 cm)              | 84.8/2.15                      | 1972                           | ロッキード L-1011-1 ロッキード L-1011-100                 |
| RB211-524B2                    | 50,000 lbf (220 kN)            | 9,814 lb (4,452 kg)            | 119.4 in (303 cm)              | 84.8/2.15                      | 1977                           | ボーイング 747-100 ボーイング 747-200 ボーイング 747SP    |
| RB211-524B4                    | 53,000 lbf (240 kN)            | 9,814 lb (4,452 kg)            | 122.3 in (311 cm)              | 85.8/2.18                      | 1981                           | ロッキード L-1011-250 ロッキード L-1011-500               |
| RB211-524C2                    | 51,500 lbf (229 kN)            | 9,859 lb (4,472 kg)            | 119.4 in (303 cm)              | 84.8/2.15                      | 1980                           | ボーイング 747-200 ボーイング 747SP                       |
| RB211-524D4                    | 53,000 lbf (240 kN)            | 9,874 lb (4,479 kg)            | 122.3 in (311 cm)              | 85.8/2.18                      | 1981                           | ボーイング747-200 ボーイング 747-300 ボーイング 747SP     |
| RB211-524D4-B                  | 53,000 lbf (240 kN)            | 9,874 lb (4,479 kg)            | 122.3 in (311 cm)              | 85.8/2.18                      | 1981                           | ボーイング 747-200 ボーイング 747-300                     |
| RB211-524G                     | 58,000 lbf (260 kN)            | 9,670 lb (4,390 kg)            | 125 in (320 cm)                | 86.3/2.19                      | 1989                           | ボーイング 747-400                                        |
| RB211-524H                     | 60,600 lbf (270 kN)            | 9,670 lb (4,390 kg)            | 125 in (320 cm)                | 86.3/2.19                      | 1990                           | ボーイング 747-400 ボーイング 767-300                     |
| RB211-524G-T                   | 58,000 lbf (260 kN)            | 9,470 lb (4,300 kg)            | 125 in (320 cm)                | 86.3/2.19                      | 1998                           | ボーイング 747-400 ボーイング 747-400F                    |
| RB211-524H-T                   | 60,600 lbf (270 kN)            | 9,470 lb (4,300 kg)            | 125 in (320 cm)                | 86.3/2.19                      | 1998                           | ボーイング 747-400 ボーイング 747-400F ボーイング 767-300 |
| RB211-535C                     | 37,400 lbf (166 kN)            | 7,294 lb (3,309 kg)            | 118.5 in (301 cm)              | 73.2/1.86                      | 1983                           | ボーイング 757-200                                        |
| RB211-535E4                    | 40,100 lbf (178 kN)            | 7,264 lb (3,295 kg)            | 117.9 in (299 cm)              | 74.1/1.88                      | 1984                           | ボーイング 757-200 ボーイング 757-300 ツポレフ Tu-204     |
| RB211-535E4B                   | 43,100 lbf (192 kN)            | 7,264 lb (3,295 kg)            | 117.9 in (299 cm)              | 74.1/1.88                      | 1989                           | ボーイング 757-200 ボーイング 757-300 ツポレフ Tu-204     |